# Micrapion flavocinctum
Micrapion flavocinctum is een vliesvleugelig insect uit de familie Leucospidae. De wetenschappelijke naam is voor het eerst geldig gepubliceerd in 1905 door Kieffer.